# Pallacanestro Olimpia Milano 1977-1978
Questa voce raccoglie le informazioni riguardanti la Pallacanestro Olimpia Milano nelle competizioni ufficiali della stagione 1977-1978.

## Verdetti stagionali
Competizioni nazionali
- Serie A1:[1]

regular season: 6º posto su 12 squadre (11 partite vinte su 22)
Seconda fase: 4º posto su 4 squadre nel suo girone (0 partite vinte su 6) 
Competizioni europee
- Coppa Korać 1977-1978: Semifinali[1]

## Stagione
L'Olimpia,  sponsorizzata Cinzano e sempre allenata da Filippo Faina torna a disputare il massimo campionato. Per la prima stagione schiera il play statunitense Mike D'Antoni che diventerà un elemento fondamentale della storia e delle fortune della società per gli anni a venire.
La squadra milanese disputa la Coppa Korac. Al primo turno affronta e supera in doppio confronto gli spagnoli del Helios Zaragoza. Vincono poi il proprio girone di quarti di finale superando i francesi del SC Moderne Le Mans gli jugoslavi del Cibona Zagabria e i polacchi del ASK Resovia Rzeszów. In semifinale affrontano gli jugoslavi del Bosna guidati dal futuro allenatore Olimpia Bogdan Tanjević e dopo aver vinto di misura a Milano sono nettamente battuti ed eliminati nel ritorno a Sarajevo il 9 marzo 1978.
In Campionato al termine della stagione regolare di qualifica al sesto posto conquistando il diritto a partecipare a un girone delle poule scudetto dove però perde tutte e sei le partite disputate.

## Roster
| Nazionalità                                | Nominativo         |
| ------------------------------------------ | ------------------ |
| Italia (bandiera)                          | Francesco Anchisi  |
| Italia (bandiera)                          | Paolo Bianchi      |
| Italia (bandiera)                          | Valentino Battisti |
| Italia (bandiera)                          | Dino Boselli       |
| Italia (bandiera)                          | Franco Boselli     |
| Stati Uniti (bandiera)                     | Mike D'Antoni      |
| Italia (bandiera)                          | Vittorio Ferracini |
| Danimarca (bandiera) · Canada (bandiera)   | Lars Hansen        |
| Stati Uniti (bandiera) · Italia (bandiera) | Mike Sylvester     |
| Italia (bandiera)                          | Renzo Vecchiato    |

- Allenatore:  Filippo Faina

 Legabasket: Dettaglio statistico (archiviato dall'url originale il 29 maggio 2012)